# Samtgemeinde Tarmstedt
Die Samtgemeinde Tarmstedt ist eine Samtgemeinde im Landkreis Rotenburg (Wümme) in Niedersachsen. In ihr haben sich 1974 acht Gemeinden zur Erledigung ihrer Verwaltungsgeschäfte zusammengeschlossen. Der Sitz der Verwaltung der Samtgemeinde  befindet sich in Tarmstedt.

## Geografie

### Geografische Lage
Die Samtgemeinde Tarmstedt liegt zwischen den Städten Bremen und Hamburg. Landschaftlich liegt sie in der Zevener Geest.

### Samtgemeindegliederung
Die Samtgemeinde Tarmstedt hat die folgenden Mitgliedsgemeinden:
- Breddorf
- Bülstedt
- Hepstedt
- Kirchtimke
- Tarmstedt
- Vorwerk
- Westertimke
- Wilstedt

## Politik

### Samtgemeinderat
Der Samtgemeinderat Tarmstedt besteht aus 26 Ratsfrauen und Ratsherren. Dies ist die festgelegte Anzahl für eine Gemeinde mit einer Einwohnerzahl zwischen 10.001 und 11.000 Einwohnern. Die Ratsmitglieder werden durch eine Kommunalwahl für jeweils fünf Jahre gewählt. Die aktuelle Amtszeit begann am 1. November 2021 und endet am 31. Oktober 2026.
Stimmberechtigt im Samtgemeinderat ist außerdem der hauptamtliche Samtgemeindebürgermeister Oliver Moje (parteilos).
Die letzte Kommunalwahl am 12. September 2021 ergab das folgende Ergebnis:
| Partei                                               | Anteilige Stimmen | Anzahl Sitze |
| ---------------------------------------------------- | ----------------- | ------------ |
| CDU                                                  | 45,12 %           | 12           |
| SPD                                                  | 25,80 %           | 7            |
| Grüne                                                | 12,87 %           | 3            |
| FDP                                                  | 8,88 %            | 2            |
| dieBasis                                             | 1,82 %            | 0            |
| Wählergruppe Natürlich Samtgemeinde Tarmstedt (NSGT) | 3,53 %            | 1            |
| Jochen Albinger (Einzelbewerber)                     | 1,99 %            | 1            |

Die Wahlbeteiligung bei der Kommunalwahl 2021 lag mit 68,27 % über dem niedersächsischen Durchschnitt von 57,1 %.

### Samtgemeindebürgermeister
Hauptamtlicher Samtgemeindebürgermeister der Samtgemeinde Tarmstedt ist Oliver Moje (parteilos). Bei der jüngsten Bürgermeisterwahl am 12. September 2021 traten vier Kandidaten an. Markus Schwiering (CDU, 38,8 %) und Oliver Moje (33,8 %) zogen in die Stichwahl ein. In dieser setzte sich der parteilose Moje am 26. September 2021 mit 53,8 % durch. Die Wahlbeteiligung lag im ersten Wahlgang bei 68,4 % und in der Stichwahl bei 74,9 %. Oliver Moje trat seine erste Amtszeit als Tarmstedter Samtgemeindebürgermeister am 1. November 2021 an. Er ist für fünf Jahre gewählt.

## Kultur, Religion und Bildung

### Schul- und Samtgemeindebücherei Tarmstedt
Die Bücherei besteht seit 1959. Sie war und ist als Öffentliche Bücherei jeweils in einer der Schulen untergebracht. Zurzeit ist sie in der Kooperativen Gesamtschule beheimatet. Mit einem umfangreichen Angebot an Medien und Veranstaltungen für alle Altersgruppen von Kleinstkindern bis Senioren leistet sie einen Beitrag zur Kultur und Bildung im ländlichen Umfeld.

### Konfessionsstatistik
Laut der Volkszählung 2011 waren 67,3 % der Einwohner evangelisch, 3,3 % römisch-katholisch und 29,4 % waren konfessionslos, gehörten einer anderen Religionsgemeinschaft an oder machten keine Angabe. Die Zahl der Protestanten ist seitdem gesunken. Juli 2019 hatte die Samtgemeinde Tarmstedt etwa 10.750 Einwohner, davon fast 60 % (6.400) Protestanten.